# Dolichodorus heterocephalus
Dolichodorus heterocephalus är en rundmaskart. Dolichodorus heterocephalus ingår i släktet Dolichodorus och familjen Heteroderidae. Inga underarter finns listade i Catalogue of Life.